# ديفيد هيلتون
ديفيد هيلتون (بالإنجليزية: David Hilton)‏ (10 نوفمبر 1977 ببارنسلي في المملكة المتحدة - ) هو لاعب كرة قدم بريطاني في مركز الدفاع. لعب مع مانشستر يونايتد ونادي آير يونايتد ودارلينجتون إف سى.